# Beau Rivé (ruisseau)
Le Beau Rivé est un ruisseau français qui prend sa source à l’est du village de Montmeyan et débouche dans le Verdon en amont du pont de Quinson après avoir parcouru 8,5 kilomètres. C'est l'un des principaux affluents du bas Verdon.

## Hydronymie
Jusqu’à la fin du XIXe siècle, comme l’atteste le Plan napoléonien de 1840,  le nom du ruisseau s’écrit Beaurivet ou Beau Rivet. En ancien occitan, le terme rivet sert à désigner un petit ruisseau.

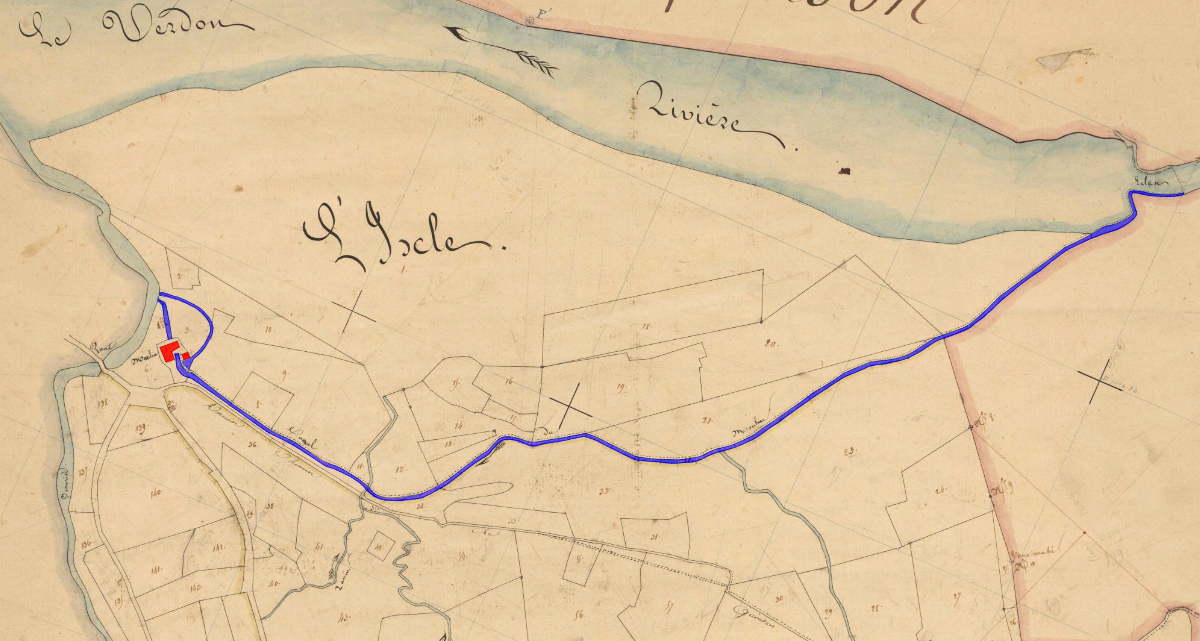
Plan napoléonien de 1840 montrant le bief qui alimente un moulin sur la rive gauche du Verdon, dans le vallon de Beau Rivé.

## Géographie
Le Beau Rivé draine vers le nord les eaux du fossé d’effondrement entre Montmeyan et Quinson avec un régime pluvial à caractère temporaire marqué par des à-secs estivaux. Il coule dans un large vallon à fond plat depuis une altitude de 440 mètres à sa source jusqu’au Verdon à 360 mètres d’altitude. Situé essentiellement sur la commune de Montmeyan, il traverse ponctuellement la commune de Régusse aux abords de l'ancienne commanderie de Saint-Maurice.

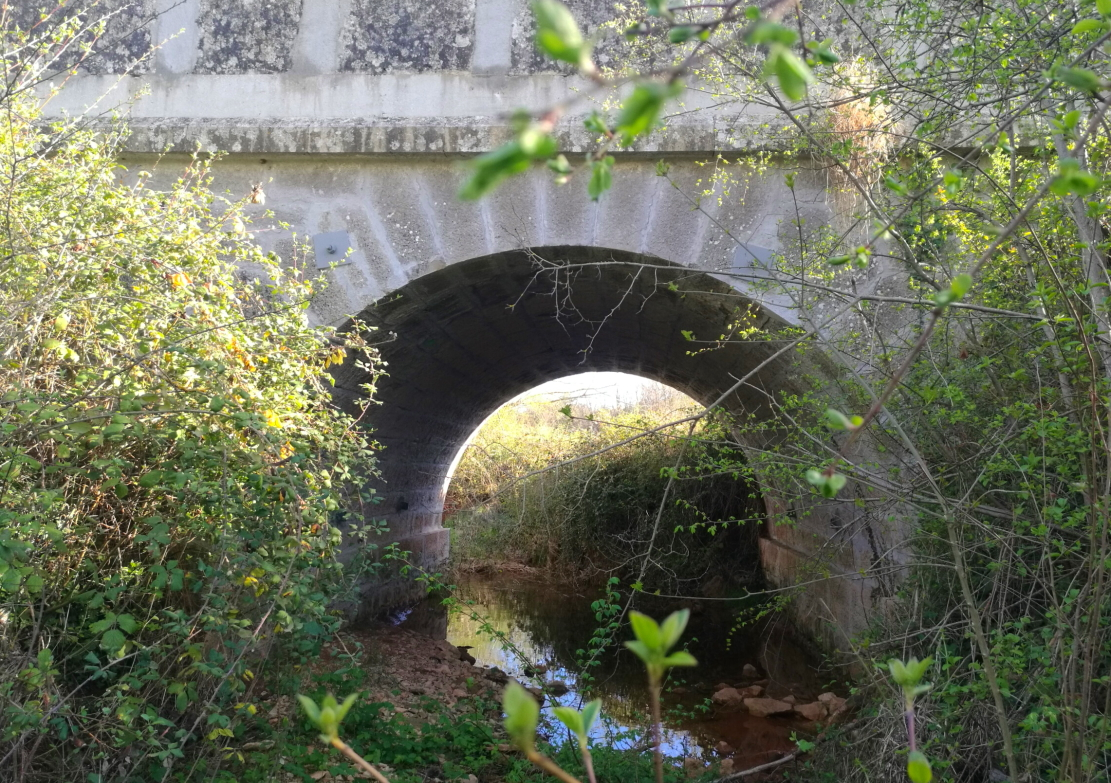
Le pont de la RD 30 proche de la source.
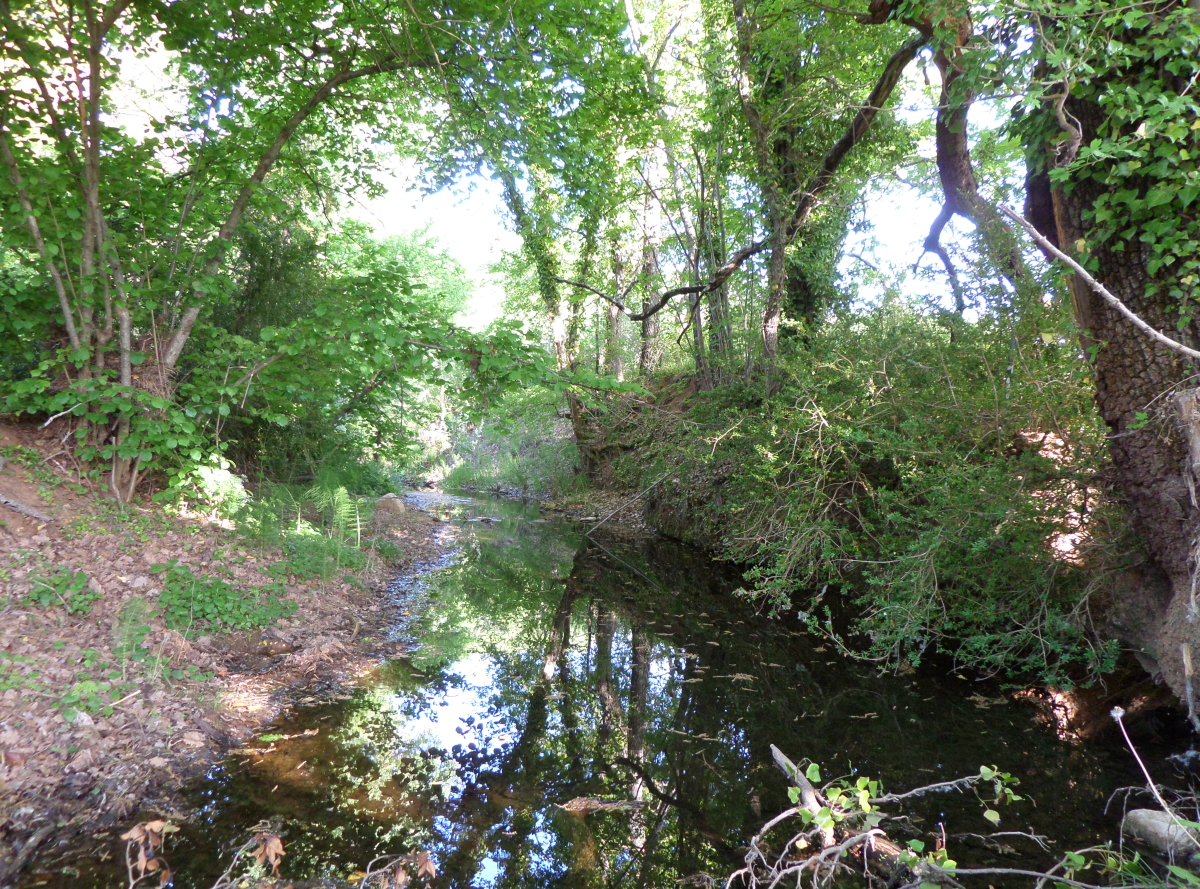
Les abords de l'ancienne commanderie de Saint-Maurice.
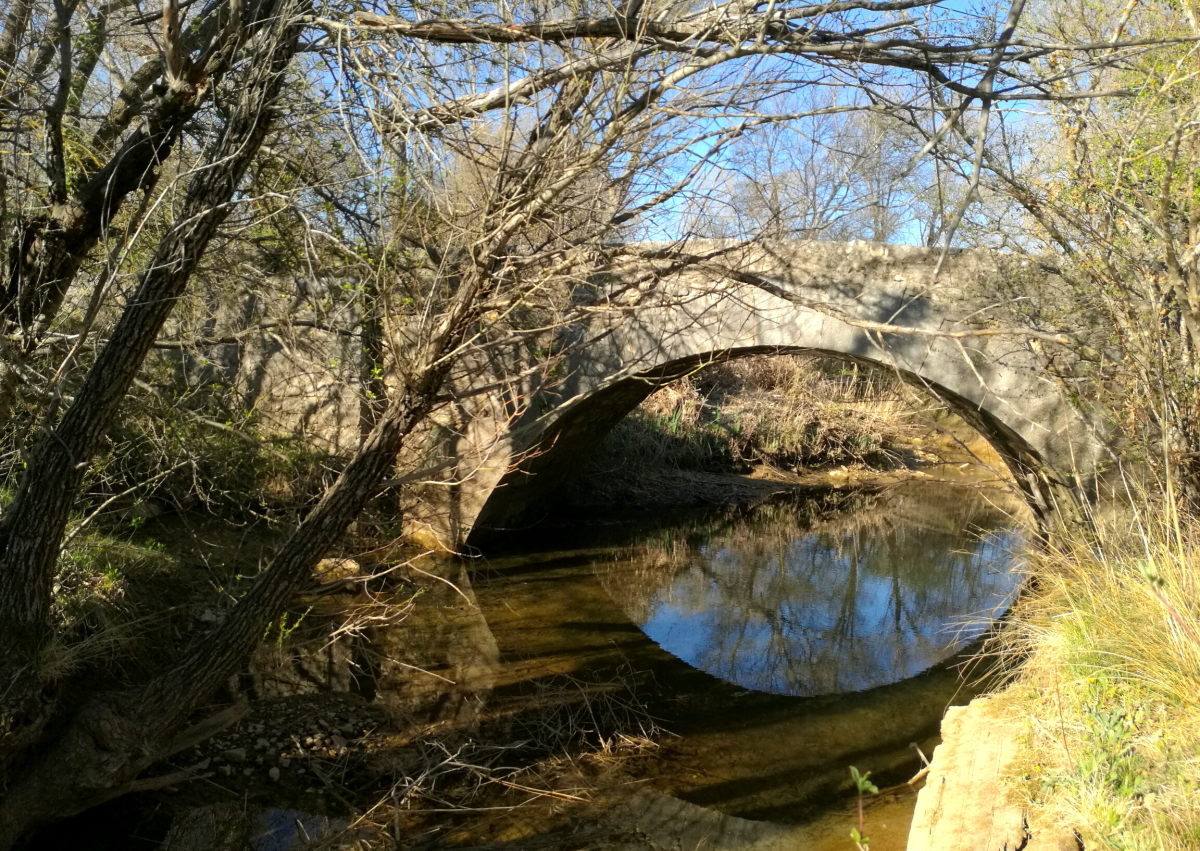
Le pont de l’Iscle près du Verdon.

## Histoire
Son nom est mentionné en novembre 1170 lorsque le seigneur de Blachère donne aux Templiers de Saint-Maurice la libre faculté de construire un moulin dans le vallon de Beau Rivé et un local pour préparer le pain,. À proximité du Verdon, il est enjambé par un aqueduc de dix arches en plein cintre et long de 89 mètres, qui a été construit vers 1865 pour alimenter le canal du Verdon.

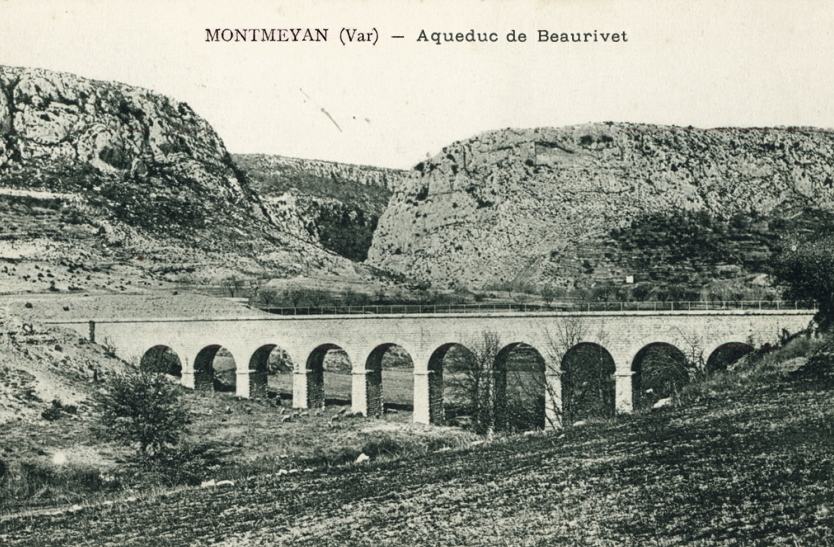
Aqueduc de Beau Rivé à la fin du XIXe siècle.

## Écosystème
Le Beau Rivé traverse 2,5 kilomètres de forêt, le reste étant des terres agricoles essentiellement composées de céréales. Sa confluence avec le Verdon est remarquable de par la belle et grande roselière qu’elle présente. Les reptiles sont représentés par la Cistude, espèce déterminante de tortue aquatique, dont la confluence du Beau Rivé abrite la seule population du Verdon.

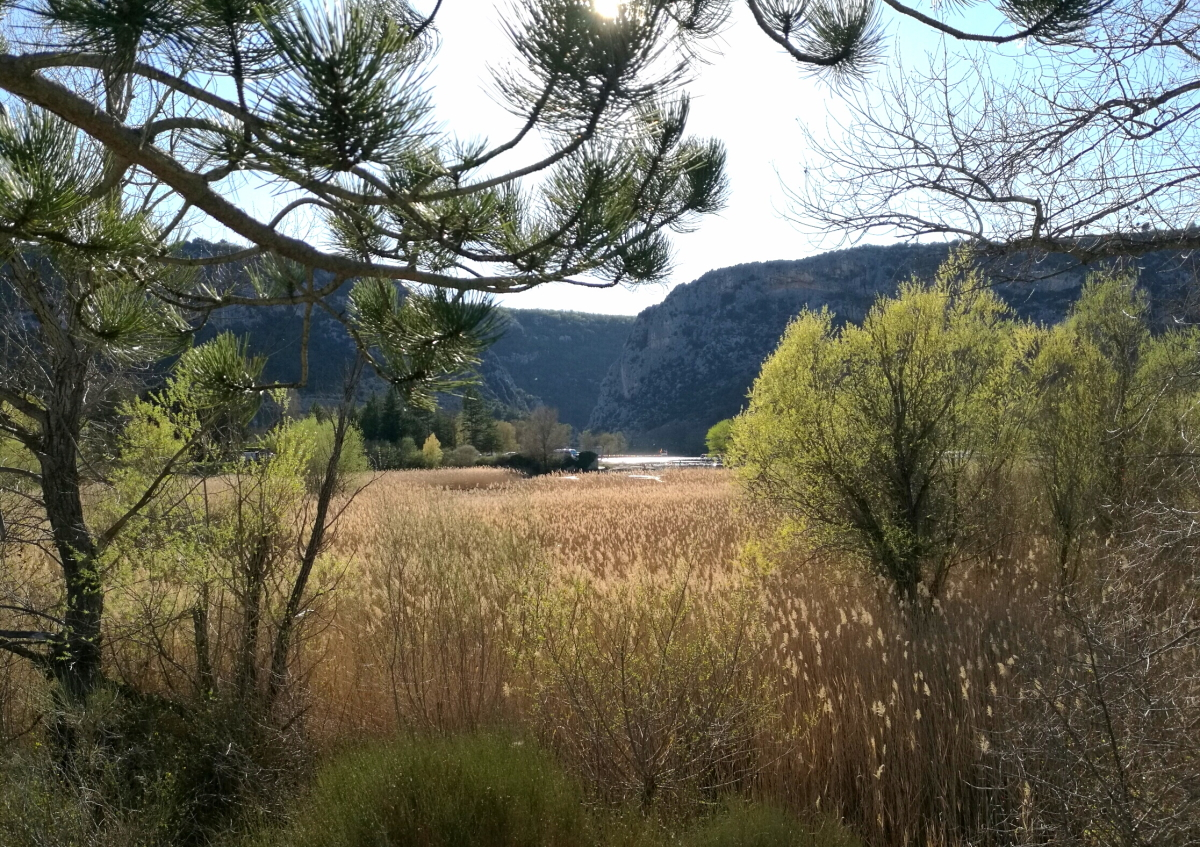
Roselière de Beau Rivé à sa confluence avec le Verdon en 2022.